# Château d'eau-marégraphe (quai de Boisguilbert)
Pour les articles homonymes, voir Château d'eau-marégraphe.
Le château d'eau-marégraphe du quai de Boisguilbert est un ancien château d'eau situé à Rouen, en France.

## Localisation
Le château d'eau-marégraphe est situé dans le département français de la Seine-Maritime, en région Normandie, sur la commune de Rouen.
Il se trouve sur le quai de Boisguilbert à proximité du pont Guillaume-le-Conquérant, sur la rive droite de la Seine. Il est accolé à un ancien hangar du port.

## Historique
Il s'agit du premier édifice de ce type construit par l'architecte Lucien Lefort à Rouen, antérieurement à celui du quai Ferdinand-de-Lesseps, également sur la rive droite, et celui du quai Jean-de-Béthencourt sur la rive gauche.
Il est construit à partir de 1885. Contrairement à ce que son nom de « marégraphe » semble indiquer, il ne s'agit pas alors de la fonction première de cette construction, mais d'un dispositif permettant de fournir de l'énergie hydraulique au nouveau système de grues hydrauliques du port de Rouen. C'est seulement en 1893 qu'il est équipé d'une horloge et d'un marégraphe. Les façades et les toitures de l'édifice sont inscrites au titre des monuments historiques en 1997.
Il a été entièrement restauré en 2009.

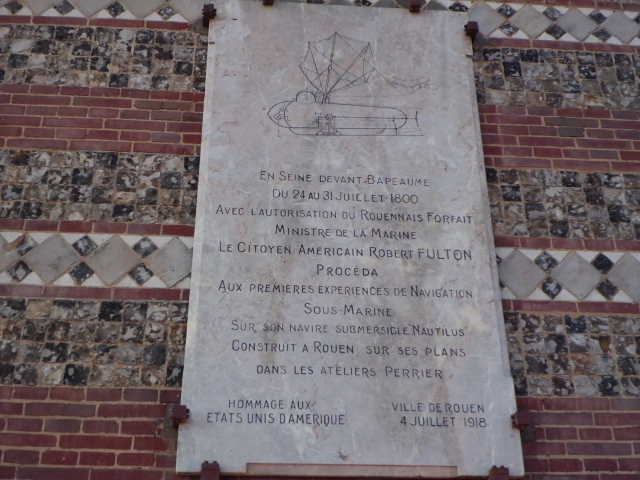
Plaque commémorative dédiée à Robert Fulton.

On peut y voir une plaque commémorative dédiée à Robert Fulton qui réalisa en 1800 à Bapeaume les premières expériences avec son sous-marin le Nautilus qu'il avait fait construire dans les chantiers Perrier à Rouen. Cette plaque a été apposée en 1918 afin de remercier les États-Unis pour leur participation au premier conflit mondial.

## Description
Le château d'eau est une tour ouvragée, couverte d'un toit en forme de pyramide.
Son style est caractéristique de l'éclectisme régional, mélange de style troubadour et néo-classique, conjugué aux matériaux traditionnels comme la pierre calcaire et le silex et usuels au XIXe siècle comme la brique. Il montre une grande richesse dans l'ornementation décorative et la diversité des matériaux utilisés.
Le cadran de la face sud, semblable à celui d'une horloge, est visible du fleuve. Il est divisé en quatre parties par une ligne verticale blanche et une ligne horizontale de même couleur. Au sommet de la ligne verticale est inscrit en lettre capitale rouge PM, comme Pleine Mer, et en bas de cette ligne, toujours en lettre capitale rouge BM, comme Basse Mer. Aux deux extrémités de la ligne horizontale sont inscrits ½, comme demi marée. L'aiguille de couleur rouge tourne dans le sens des aiguilles d'une montre.

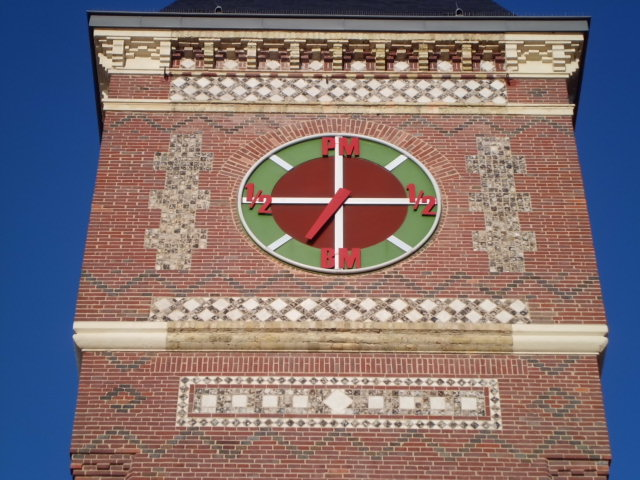
Marégraphe, détail du cadran.

## Fonctionnement du château d'eau
Le remplissage du château d'eau était tout d'abord réalisé grâce à une machine à vapeur puis, à l'aide d'un couvercle de fonte flottant au sommet de l'eau, l'eau était redistribuée à la demande vers les grues. Il accumulait donc et comprimait à 53 atmosphères l'eau du réservoir, grâce à un cylindre en fonte installé à l'intérieur. Ce cylindre de 60 t était guidé par deux rails internes.